# Julius Hofmann
Pour les articles homonymes, voir Hofmann.
Julius Hofmann, né à Trieste (alors en Autriche) le 20 décembre 1840 et mort à Munich le 5 août 1896 est un architecte autrichien, du courant historiciste.

## Biographie

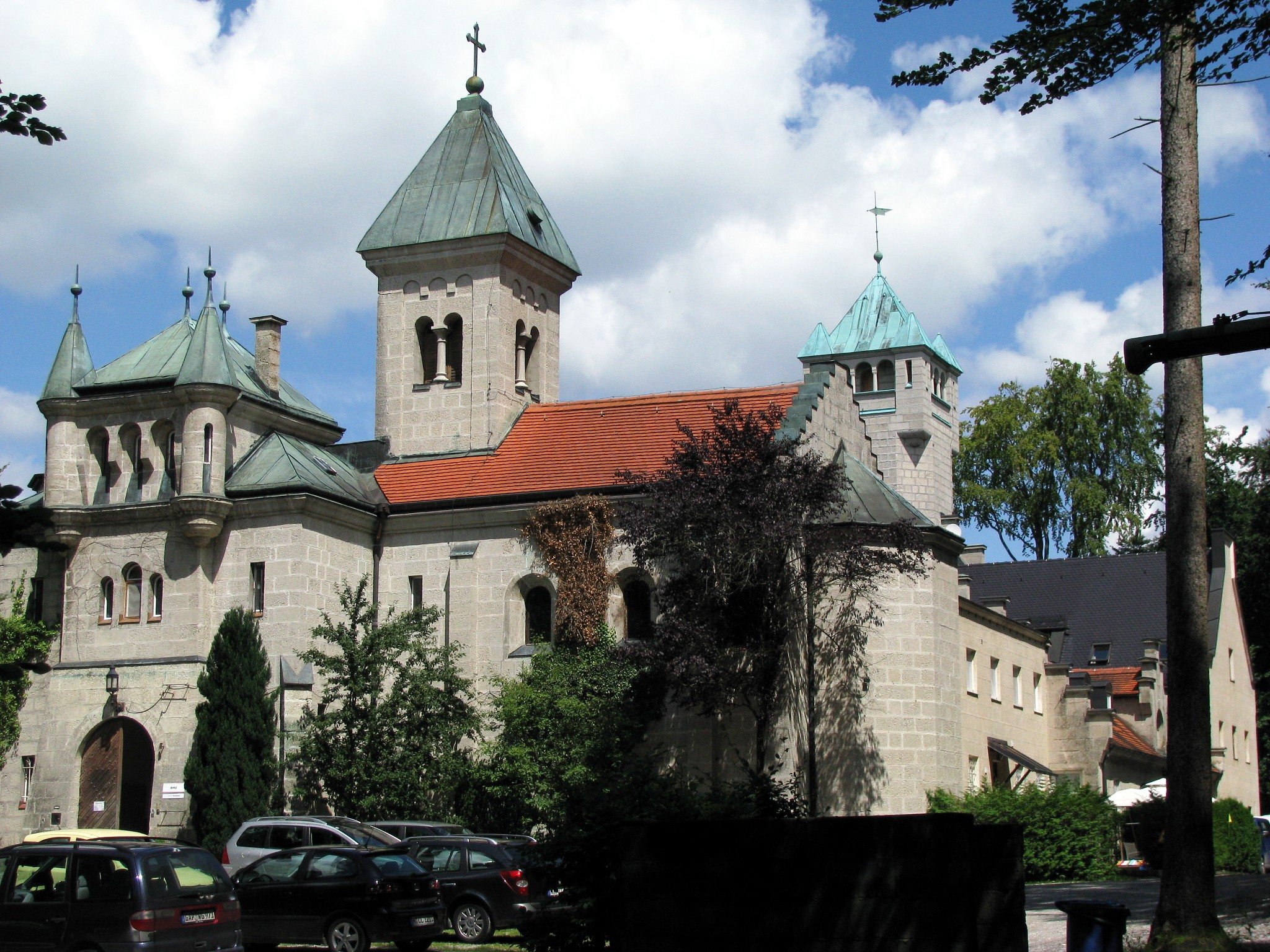
Le château de Seeburg

Fils du sculpteur Franz Hofmann, il est formé à Vienne. À partir de  1858, il travaille avec son père pour l'archiduc Maximilien au château de Miramare près de Trieste. En 1864, il suit Maximilien au Mexique pour aménager le château de Chapultepec à Mexico, conjointement avec un autre architecte de la résidence impériale. Après l'exécution de Maximilien, 1867, Hofmann revient en Europe, où il restaure l'ancien monastère bénédictin sur l'île de Lokrum, près de Dubrovnik. Ensuite, il se rend à Munich, où il réalise plusieurs dessins pour des vitraux. Il collabore avec Georg von Dollmann pour la décoration de Linderhof. Hofmann est chargé de concevoir les intérieurs des châteaux de Neuschwanstein et Herrenchiemsee. Il est nommé en 1884 architecte de la cour de Louis II et responsable de la gestion de la construction des projets futurs. Il conçoit, entre autres, la chambre à coucher du château de Linderhof et le pavillon de Saint-Hubert. Louis lui confie la reconstruction du château de Falkenstein, ainsi que  des projets, non aboutis, pour un château byzantin et un palais chinois.
En 1886, après la mort de Louis II, Hofmann est promu par le prince régent Luitpold architecte de la Cour chargé de la gestion de la construction et de l'entretien des bâtiments royaux. Il est responsable, en 1897, de l'aménagement de la salle du trésor de la Résidence de Munich. Hoffamn conçoit le sarcophage de Louis II dans la crypte de l'église Saint-Michel de Munich, la stèle à l'endroit de la mort du roi sur le  lac de Starnberg et la chapelle votive de Berg, achevée en 1900 par son fils Rudolf.

## Œuvres principales

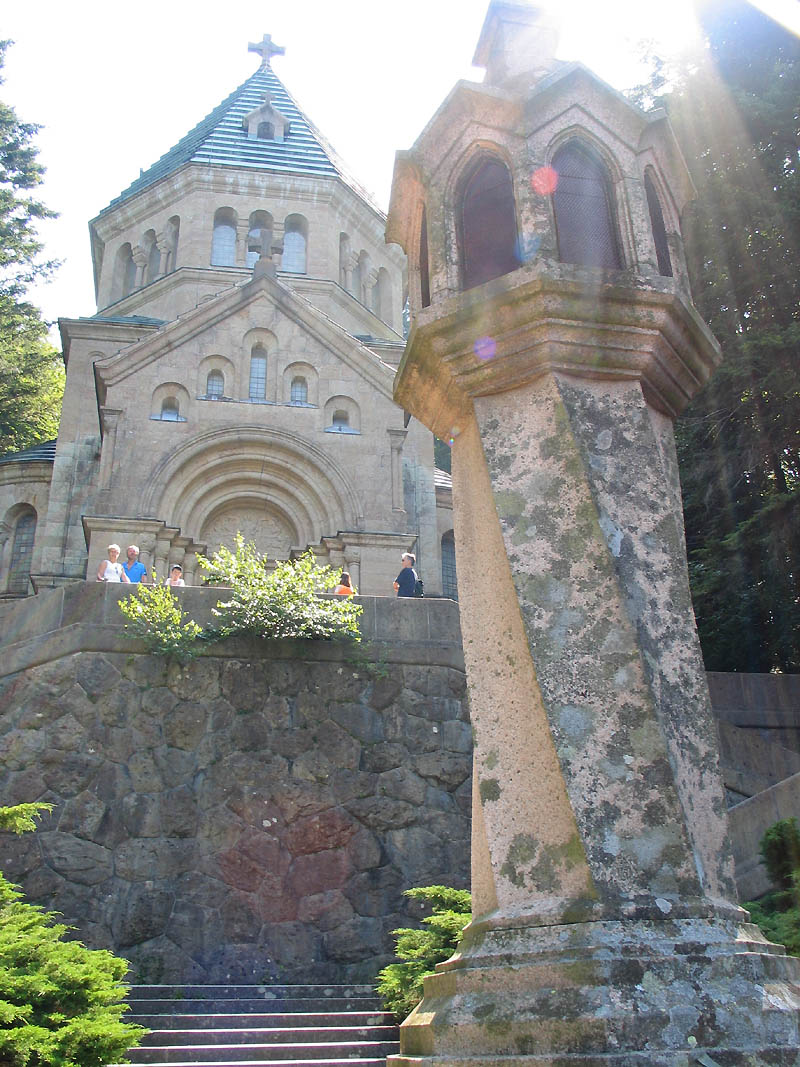
Berg : chapelle votive de Louis II

- Résidence de Munich : salle du trésor (Schatzkammer)
- Château de Chapultepec : aménagement intérieur
- Château de Falkenstein : projet non réalisé
- Château de Miramare : aménagement intérieur
- Château de Neuschwanstein : aménagement intérieur
- Château de Schwarzenfeld : dépendances, tours
- Château de Seeburg à Münsing sur le lac de Starnberg
- Sarcophage de Louis II
- Chapelle votive de Berg

## Sources
- (de) Cet article est partiellement ou en totalité issu de l’article de Wikipédia en allemand intitulé « Julius Hofmann » (voir la liste des auteurs).
- (de) Hyacinth Holland, « Hofmann, Julius », dans Allgemeine Deutsche Biographie (ADB), vol. 50, Leipzig, Duncker & Humblot, 1905, p. 771-772